# Korint
Korint (grčki: Κόρινθος) je grad u Grčkoj. U razdoblju 
antike Korint je bio osobito poznati grad, smješten na Korintskoj (Istamskoj) prevlaci, prirodnom mostu koji spaja poluotok Peloponez s ostalom Grčkom. Zapadno od Korintske prevlake nalazi se Korintski zaljev, a istočno leži Saronski zaljev. Grad Korint nalazi se 78 km jugozapadno od Atene. Kroz usku Korintsku prevlaku prokopan je Korintski kanal 1881. – 1893. godine.
Korint je sjedište prefekture Korint. Grad Korint okružen je satelitskim naseljema; Lechaio, Isthmia, Kechries i Examilia. 

## Povijest

### Prapovijesno razdoblje
Grad je osnovan još za neolita, oko 6000. pr. Kr. Po jednoj od priča iz grčke mitologije, grad je osnovao Corinthos, potomak boga sunca Helija, po jednoj drugoj priči, grad je osnovala božica Ephyra, kći titana Okeana, tako da je antičko ime grada bilo i Ephyra. 
Pri kraju mikenskog razdoblja rane grčke povijesti, grčko pleme Dorani naselili su teritorij grada Korinta. U prvom pokušaju nisu uspjeli, no drugi put su uspjeli kad je njihov vođa - Aletes, pronašao drugi put do Korintskog zaljeva iz mjesta Antirio.
Po mitološkoj priči slavni Sizif bio je osnivač dinastije starih korintskih kraljeva. Također po priči iz mitologije u gradu Korintu je Jazon vođa argonauta napustio Medeju. U trojanskom ratu sudjelovao je i polis Korint koji se solidarno s ostalim gradovima Aheje (Peloponeza) stavio pod zapovjedništvo Agamemnona.
Nešto prije početka klasičnog razdoblja, Korinćani su izumili brod trirema. Ovaj tip broda raširio se po čitavom sredozemlju i bio u uporabi sve do kasnog rimskog doba. Grad Korint je bio sudionik prve povijesno zabilježene pomorske bitke, - bila je to bitka između Korinta i polisa Korkyre, koju je zabilježio Tukidid.

### Korint za klasičnog razdoblja
Za klasičnih vremena grčke povijesti grad Korint bio je takmac gradovima Ateni i Tebi po svojem bogatstvu i razvijenosti. 
Do polovice 6. stoljeća pr. Kr. Korint je bio najveći izvoznik keramike stila crnih figura. Tek kasnije Atena je postala prvi izvoznik te proizvodnje.
Korintski najveći i najznačajniji hram na antičkoj akropoli, bio je posvećen božici Afroditi, po zapisima grčkog povjesničara iz tog vremena Straboa iz njegova djela  "Geografija" u Afroditinom hramu bilo je uposleno više od tisuću hramskih prostitutki.
Grad Korint je u to vrijeme bio organizator Igara prevlake. U 8. st. pr. Kr., za vrijeme vladavine tirana Cipselusa (657. – 627. god. pr. Kr.) i njegova sina Perijandera (627. – 585. god. pr. Kr.), grad Korint opremio je i poslao četiri kolonije da osnuju nova Korintska naselja; kao tadašnji Epidamnus (današnji Drač u Albaniji), 
Sirakuzu na Siciliji, Ambraciju (današnju Lefkadu), Korkyru (današnji grad Krf) i Anactorium. 
Perijander je osnovao i grad Apoloniju (današnji Fier u Albaniji) i grad Potidaea na poluotoku Halkidika. Korint je bio jedan od devet grčkih gradova podupiratelja grčke kolonije Naukratis u tadašnjem Egiptu. 
Naukratis su Grci osnovali da tako potaknu razvoj trgovine između Egeja i faraonskog Egipta za vladavine faraona Psamtik I. iz 26 faraonske dinastije. 
Perijander tiranin iz Korinta, držan je za jednog od Sedam mudraca stare Grčke. Za njegove vladavine iskovan je prvi korintski novac. 
Perijander je bio prvi koji je htio probiti morski kanal i tako omogućiti promet između Korintskog i Saronskog zaljeva. Ali za ondašnje doba to je bio preveliki tehnički zalogaj, tako da je od toga odustao. Umjesto toga napravio je Diolkos, sustav rampi i staza kojim su se prebacivali ondašnji mali brodovi preko prevlake.
Razdoblje od vladavine tirana Cipselusa do Perianderovog nećaka Psamtika, bilo je zlatno doba Korinta.
U tom razdoblju Korinćani su razvili i umjetnički stil korintski red, treći i najraskošniji red u klasičnoj grčkoj arhitekturi.
U to vrijeme grad je imao dvije luke, jednu u Korintskom zaljevu i drugu u Saronskom zaljevu. Luka u Korintskom zaljevu posluživala je promet prema grčkim zapadnim kolonijama Magna Graecia, dok je ona u Saronskom zaljevu primala brodove iz Atene, Cipra i ostalog Levanta. 
Grad Korint bio je jedan od najvažnijih sudionika Grčko-perzijskih ratova, davši 40 ratnih brodova za Bitku kod Salamine koje je vodio admiral Adeimantos i 5 000 hoplita (koji su nosili svoje tradicionalne korintske kacige u Bitci kod Plateje. Nakon tih ratova Korint je gotovo redovito bio neprijatelj Atene, a saveznik Sparte u Peloponeskom savezu. 
Jedan od čimbenika koji je doveo do Peloponeskog rata 431. pr. Kr., bio je prijepor između Korinta i Atene oko korintske kolonije Korkyra (Krf). Ova svađa je vjerojatno izrasla iz tradicionalnog trgovačkog natjecanja između ova dva grada.
Na kraju Peloponeskog rata, Korint i Teba, koji su prije bili saveznici Sparte u Peloponeskom savezu, u međuvremenu su izrasli u velike neprijatelje Spartanske hegemonije i otpočeli su Korintski rat protiv Sparte, koji je na kraju doveo do slabljenja svih malih država (polisa) Peloponeza. Ova slabost omogućila je kasniju makedonsku invaziju pod Filipom II. Makedonskim.
U 4. stoljeću pr. Kr., Korint je bio dom Diogena iz Sinope, jednom od najpoznatijih predstavnika kiničke škole filozofije.

### Korint za rimskog razdoblja
Rimska vojska pod vodstvom Lucija Mumija razorila je grad Korint nakon opsade 146. pr. Kr. Kad je napokon ušao u grad Mummius je dao poklati sve muškarce, a djecu i žene je prodao u ropstvo. Zato su mu dali nadimak  Ahaikus, osvajač Ahejskog saveza.
Julije Cezar ponovno je osnovao grad pod imenom Colonia laus Iulia Corinthiensis 44. god. pr. Kr. nešto prije atentata na njega.
Prema Apijanu iz Aleksandrije, novi doseljenici bili odabrani među rimskim slobodnjacima. Za rimske uprave Korint je postao sjedište rimske provincije Južna Grčka (ili Ahaja). Korinćani su ubrzo postali poznati po luksuzu i nemoralu. Korint je bio veliki grad za svoje doba s vrlo raznolikim stanovništvom sastavljenim od Rimljana, Grka i Židova.
Za vrijeme prvog Pavlovog posjeta gradu Korintu (51. – 52.), Galio, brat Seneke, bio je rimski prokonzul. Pavao je boravio u Korintu osamnaest mjeseci te se u njemu prvi puta upoznao s Akvilom i Priscilom. 
Pavao je drugi put posjetio Korint i ostao u gradu tri mjeseca. Za vrijeme njegova drugog posjeta u proljeće 58. godine, najvjerojatnije je nastao njegov poznati spis - Poslanica Rimljanima.

Pavao je napisao i Poslanicu Korinćanima koja se bavi se problemima očuvanja kršćanske zajednice u tako kozmopolitskom gradu. 

### Bizantsko razdoblje
Grad Korint pogodili su razorni zemljotresi 375. i 551. godine. U vrijeme vizigotskog Alarikovog napada na Grčku, 395. – 396. godine Korint je bio grad koji je morao prodati svoje građane kao robove.
Za vrijeme vladavine bizantskog cara Justinijana I., podignut je veliki kameni zid preko čitave Korintske prevlake od Saronskog zaljeva do Korintskog zaljeva, da zaštiti grad i poluotook Peloponez od barbarskih provala sa sjevera. Ovaj kameni zid bio je dug oko 10 kilometara i nazvan je Examilion ( zid od šest milja, exi=šest na grčkom). U to vrijeme grad Korint bio je sjedište bizantske theme Hellas (onoga što je današnja Grčka).
U studenom 856. god., katastrofalni potres pobio je oko 45 000 građana Korinta.
Tijekom XII st. (za vrijeme bizantske dinastije Komnen), grad se obogatio trgujući svilom s gradovima zapadne Europe, tako je privukao pažnju normanskog vladara Rogera iz Sicilije koji je opljačkao grad 1147. godine.

### Ahejska kneževina
1204. godine, Geoffrey I. Villehardouin vitez u vrijeme četvrtog križarskog rata, poklonio je grad Korint nakon pada Carigrada, kao novoustavljenu feudalnu - Ahejska Kneževinu. Između 1205. – 1208. Korinćani su se oduprijeli najezdi francuskih križara branivši se u svojoj utvrdi Akrokorint, pod vodstvom grčkog generala Lea Sgurosa. Francuski vitez William iz Champlitte vodio je križarske snage. 1208. Leo Sguros se ubio jašući po zidinama Akrokorinta. Od 1208. po sve do 1210. Korinćani su nastavili pružati otpor križarima. Nakon slamanja otpora Korint je postao dio Ahejske Kneževine, križarske tvorevine kojom je upravljao Villehardouin iz njegove prijestolnice Andravida. Korint je bio posljednji značajni grad Aheje, odmah do njega bila je Kneževina Atena.
Bizant je ponovno zauzeo Korint 1388. godine, nakon čega je Korint postao dio Morejske Despotovine. 1395. godine grad je zauzela osmanska vojska. 
1403. godine Bizant je povratio grad, te je zatim Teodor II. Morejski podigao novi zid Hexamilion preko Korintske prevlake.

### Osmansko razdoblje
Godine 1458., pet godina nakon pada Carigrada, Turci su konačno zauzeli grad Korint i njegovu moćnu utvrdu. 
Turci su je prezvali u Gördes. Korint je postao sjedište sandžaka Moreje i provincije Rumelije. Grad su zauzeli Mlečani za Morejskog rata 1687. god. i držali ga pod svojom vlašću sve do 1715. godine kad su ga ponovno zauzeli Turci. Nakon toga bio je sjedište provincije Moreje između 1715. – 1731. god., a potom sjedište sandžaka, između 1731. – 1821. god.

### Razdoblje neovisnosti
Za vrijeme Grčkog rata za neovisnost, 1821. – 1830. god. grad je razoren od strane turskih jedinica. Grad je službeno dobio slobodu 1832. godine nakon sklapanja Londonskog ugovora. 
1833. godine Korint je predložen za glavni grad novoosnovane Kraljevine Grčke, zbog svoje povijesne uloge i strateškog položaja, no umjesto Korinta izabrana je Atena, u to vrijeme mali i beznačajni grad.

### Današnji Korint
Godine 1858. stari grad Korint je katastrofalno stradao u razornom potresu. Novi grad Korint izgrađen je na obalama Korintskog zaljeva. Grad Korint je sa svojih 30 434 stanovnika, drugi po veličini grad u Periferiji Peloponez nakon grada Kalamata (53.659 stanovnika po popisu iz 2001. god.).

## Gospodarstvo
Korint je važno industrijsko središte u Grčkoj. U gradu se proizvode kabeli, naftni proizvodi, medicinska oprema, keramika, i sol. 
Na udaljenosti 12 km sjeverno od grada nalazi se velika rafinerija nafte. (najveća u istočnom Mediteranu).
Korint je važno saobraćajno čvorište jer preko njega ide sav promet za Peloponez.

## Zbratimljeni gradovi
- Sirakuza, Sicilija, Italija[3]
- Jagodina, Srbija

## Poznati sugrađani
- Eufranor (IV. st. pr. Kr.) kipar i slikar.

## Vanjske poveznice
- Službene stranice grada Korinta (grč.)
- Povijest grada  Arhivirana inačica izvorne stranice od 2. veljače 2009. (Wayback Machine)